# 7205 Sadanori
7205 Sadanori este un asteroid din centura principală de asteroizi.

## Descriere
7205 Sadanori este un asteroid din centura principală de asteroizi. A fost descoperit pe 21 decembrie 1995 la Oizumi de Takao Kobayashi. El prezintă o orbită caracterizată de o semiaxă mare de 2,63 ua, o excentricitate de 0,12 și o înclinație de 1,7° în raport cu ecliptica.